# Дејл (Пенсилванија)
Дејл (енгл. Dale) град је у америчкој савезној држави Пенсилванија.

## Демографија
По попису из 2010. године број становника је 1.234, што је 269 (-17,9%) становника мање него 2000. године.
| Група             | 2000.         | 2010.         |
| Белци             | 1.396 (92,9%) | 1.077 (87,3%) |
| Афроамериканци    | 69 (4,6%)     | 75 (6,1%)     |
| Азијати           | 4 (0,3%)      | 2 (0,2%)      |
| Хиспаноамериканци | 22 (1,5%)     | 32 (2,6%)     |
| Укупно            | 1.503         | 1.234         |